# Калони (дем Арханес-Астерусия)
Калонѝ (на гръцки: Καλλονή) е село в Република Гърция, област Крит, дем Арханес-Астерусия. Калони има население от 278 души.

## Личности
Родени в Калони
- Герасим II Паладас (1625/1630 – 1714), православен духовник